# Fronteira Colômbia–Peru
A fronteira entre a Colômbia e o Peru se estende por 1496 km ao norte do Peru, separando–o da Colômbia. É marcada pelo Rio Putumayo e vai de leste para oeste, desde Leticia na tríplice fronteira de ambos os países com o Brasil, até à tríplice fronteira com o Equador.
A fronteira foi estabelecida pelo Tratado Salomón-Lozano de 24 de março de 1922 e pelo Protocolo do Rio de Janeiro de 24 de maio de 1934, que encerrou a Guerra Colombiano-Peruana de 1932. Ambos os acordos estabelecem a fronteira no rio Putumayo, com exceção do trapézio amazónico entre os rios Putumayo e Amazonas, que está sob a soberania da Colômbia.